# Hotchkiss Anjou
 (mai 2017).
Si vous disposez d'ouvrages ou d'articles de référence ou si vous connaissez des sites web de qualité traitant du thème abordé ici, merci de compléter l'article en donnant les références utiles à sa vérifiabilité et en les liant à la section « Notes et références ».
L'Hotchkiss Anjou est une voiture de luxe produite entre 1950 et 1954 par le constructeur automobile français Hotchkiss. C'est une version modernisée des berlines Artois 864-S49 et Gascogne 686-S49 apparues au salon 1948, elles-mêmes dérivées des modèles 486 (4 cylindres de 86 mm d'alésage) et 686 (6 cylindres de 86 mm d'alésage) apparus dans les années 1930.

## Historique
L'Hotchkiss Anjou, lancée à l'automne 1950, réutilise le train avant à roues indépendantes ainsi que le freinage hydraulique des modèles précédents (S49). Elle conserve aussi une architecture classique à châssis séparé et une carrosserie en tôle d'acier reposant sur une ossature en bois de frêne. La direction reste en conduite à droite et les clignotants des S49 sont remplacés par des bras indicateurs Marchal.
Les principales améliorations par rapport aux S49 consistent en l’adoption d'une direction à boitier Gemmer à vis globique, l'adoption de compensateurs Grégoiresur l'essieu arrière, de déflecteurs de vitres sur les portières arrière et d'un système de chauffage/désembuage.
La politique de rationalisation de la production automobile du gouvernement français de l’immédiat après-guerre, aussi connue sous le nom de « Plan Pons », condamna les marques comme Hotchkiss dont le volume de fabrication était jugé insuffisant. L’Anjou fut donc la dernière voiture de tourisme produite par Hotchkiss en quantité significative. Au cours de la première année, 1787 exemplaires sont produits. En 1951, la société en produit 2666. La politique d'imposition punitive du gouvernement français, en particulier en ce qui concerne les grandes voitures, condamne la marque. 815 exemplaires sont produits en 1952 et 197 en 1953. Si 1953 est la dernière année de production, la société vend des voitures neuves jusqu'à la fin 1954.
La berline Anjou était construite entièrement chez Hotchkiss, alors que la version cabriolet (Anthéor) était livrée en châssis et partiellement carrossée chez le carrossier Henri Chapron qui en assurait la suite de la fabrication de façon artisanale, d'où le prix élevé du cabriolet et sa diffusion limitée. Les portières du cabriolet Anthéor s'ouvrent de l'arrière vers l'avant, au contraire de l'Anjou. Une version limousine de l'Anjou fut construite, mais ne connut pas de succès commercial.
Berlines et cabriolets étaient disponibles en version 4 cylindres type 1350 (pour 13 CV fiscaux, 1950 année de réception par le service des mines) et 6 cylindres type 2050 (pour 20 CV fiscaux, 1950 année de réception par le service des mines). La version 1350 équipée du moteur 4 cylindres de 2 312 cm3 type 864 (alésage 86 mm, course 99,5 mm, puissance d'environ 72 à 75 ch) fut la plus vendue. Sur demande du client, ce moteur pouvait être alimenté par deux carburateurs et être accouplé à une boîte de vitesses à commande électromécanique Cotal d'un maniement plus agréable que la boîte manuelle standard dont les deux premiers rapports ne sont pas synchronisés. 
La version 2050, plus longue d'une vingtaine de centimètres, était motorisée par le six cylindres de 3 485 cm3 type 686 (alésage 86 mm, course 100 mm) d'une puissance maximale de 100 à 125 ch.